# Mvangan
Mvangan es una comuna camerunesa perteneciente al departamento de Mvila de la región del Sur.
En 2005 tiene 16 114 habitantes, de los que 1695 viven en la capital comunal homónima.
Se ubica sobre la carretera D39, unos 60 km al sureste de la capital regional Ebolowa. Su territorio es fronterizo con Gabón.

## Localidades
Comprende, además de Mvangan, las siguientes localidades:
- Ababedoman
- Aboelone
- Aboumezok
- Adjap
- Afan
- Akam
- Ako'obete
- Ako'obete
- Alen-Essaela'an
- Alen-Yemekak
- Alombo
- Alotom
- Amvom
- Andjeck
- Assok I
- Assok II
- Atong
- Biboulman
- Bikong
- Eboman
- Ekowong I
- Ekowong II
- Endameyos
- Endengue
- Essam
- Etoubetoubandi
- Koungoulou
- Mbong
- Mebemenko
- Mebo'o Ngoe
- Mebo'o Yengap
- Mebosso
- Mengame I
- Mengame II
- Minkoumou
- Mintyene
- Mvaezom
- Ndanga
- Ndick
- Ngomebae
- Nkengou
- Nkolenyeng I
- Nkolenyeng I
- Nkolenyeng II
- Nkomo
- Nnelefoup
- Nnezam
- Oyem
- Zangmeyong
- Zoebefam